# Гевлич, Владислав Дмитриевич
Владисла́в Дми́триевич Ге́влич (укр. Владислав Дмитрович Гевлич; 23 сентября 1994, Севастополь, Украина) — российский и украинский футболист, полузащитник клуба «Севастополь».

## Биография
Воспитанник севастопольского футбола. С 8-ми лет выступал за различные детские, юношеские и молодёжные команды ФК «Севастополь». С 2011 года играл за дубль «моряков». В 2013 году стал капитаном молодёжной команды «Севастополя». 1 июня того же года дебютировал в составе основной команды в первой лиге чемпионата Украины. В следующем году 27 апреля 2014 года в игре против «Ильичёвца» дебютировал в премьер-лиге. Всего в высшем дивизионе сыграл 2 матча.
После присоединения Крыма к России принял российское гражданство. После расформирования ФК «Севастополь» летом 2014 года пробовал трудоустроиться в харьковском «Металлисте», но этой команде не подошёл. В сентябре того же года был заявлен за «СКЧФ Севастополь-2», выступающий в Чемпионате Крыма. С 2015 года во время проведения Всекрымского турнира пополнил состав СКЧФ, в котором клуб одержал победу. А затем продолжил свои выступления в составе СКЧФ в Премьер-лиге КФС в сезоне 2015/16.
14 июля 2016 года перешёл в клуб «Тернополь», выступающий в первой лиге Украины. 20 сентября 2016 года после увольнения тренера «Тернополя» Ивана Марущака покинул команду вместе с ним и вернулся в «Севастополь». В начале 2017 года футболист перешел в клуб «Днепр» (Могилев), выступающий в чемпионате Белоруссии. Однако в августе 2018 года Владислав покинул «Днепр» и вновь вернулся в «Севастополь». Футболист также в 2020 году пытался попробовать свои силы в Первенстве ПФЛ России, выступая за клубы Калуга и Лада (Димитровград). Но после того как Владислав не смог закрепиться в стартовом составе этих клубов он принял решение вновь вернуться в «Севастополь».